# Vignemont
Vignemont – miejscowość i gmina we Francji, w regionie Hauts-de-France, w departamencie Oise.
Według danych na rok 1990 gminę zamieszkiwało 371 osób, a gęstość zaludnienia wynosiła 88 osób/km² (wśród 2293 gmin Pikardii Vignemont plasuje się na 631. miejscu pod względem liczby ludności, natomiast pod względem powierzchni na miejscu 947.).